# Arianta
Arianta es un género de caracoles de tierra europeos de tamaño medio, de la familia Helicidae.

## Especies
- Arianta aethyops (Bielz, 1851)
- Arianta arbustorum (Linneo, 1758)
- Arianta chamaeleon (Pfeiffer, 1868)
- Arianta frangepanii (Kormos, 1906)
- Arianta hessei (M. Kimakowicz, 1883)
- Arianta picea (Rossmässler, 1837)
- Arianta schmidtii (Rossmässler, 1836)
- Arianta stenzii (Rossmässler, 1835)
- Arianta xatartii (Farines, 1834)